# Нестеровка (Краснопартизанский район)
Нестеровка — посёлок в Краснопартизанском районе Саратовской области, в составе городского поселения Горновское муниципальное образование.
Население — 55 (2010) человек.

## История
Казённая деревня Нестеровка, расположенная при речке Сакмыковка, по правую сторону почтового тракта из Николаевска в Новоузенск в 56 верстах от уездного города, упоминается в Списке населённых мест Российской империи по сведениям за 1859 год. Деревня относилась к Николаевскому уезду Самарской губернии. В деревне насчитывалось 24 двора, проживали 89 мужчин и 75 женщин. 
После крестьянской реформы Нестеровка была включена в состав Корнеевской волости. Согласно Списку населённых мест Самарской губернии по сведениям за 1889 год в деревне насчитывалось 59 дворов, проживали 302 жителя (бывшие казённые крестьяне). Земельный надел составлял 1818 десятин удобной и 231 десятину неудобной земли, имелась ветряная мельница. 
Согласно Списку населённых мест Самарской губернии 1910 года деревню населяли бывшие государственные крестьяне, русские, православные, 213 мужчин и 187 женщин, в деревне имелись школа грамоты и ветряная мельница.

## Физико-географическая характеристика
Посёлок находится в Заволжье, на берегу пруда Безымянный (бассейн реки Сакма), на высоте около 50—60 метров над уровнем моря. Почвы — тёмно-каштановые.
Посёлок расположен примерно в 11 км по прямой на юг от районного центра рабочего посёлка Горный. По автомобильным дорогам расстояние до районного центра составляет 16 км, до областного центра города Саратов — 250 км, до Самары — также около 250 км.
Часовой пояс
Нестеровка, как и вся Саратовская область, находится в часовой зоне МСК+1. Смещение применяемого времени относительно UTC составляет +4:00.

## Население
Динамика численности населения по годам:
| Годы      | 1859 | 1889 | 1897 | 1910 | 2002 |
| --------- | ---- | ---- | ---- | ---- | ---- |
| Население | 164  | 302  | 343  | 400  | 84   |

| 2002 | 2010 |
| ---- | ---- |
| 84   | ↘55  |

Национальный состав
Согласно результатам переписи 2002 года русские составляли 67 % населения.